# Wzgórze Braniborskie
Wzgórze Braniborskie (niem. Grünbergshöhe) – wzgórze w obrębie miasta Zielona Góra o wysokości 203 m n.p.m. Znajduje się ono około 2 km na południowy wschód od centrum miasta na Wale Zielonogórskim. Na jego szczycie w 1860 roku powstała wieża obserwacyjna (Wieża Braniborska), w której mieści się dzisiaj Instytut Astronomii Uniwersytetu Zielonogórskiego wraz z obserwatorium.